# Hainbach (Woogbach)
Der Hainbach, historisch auch Heimbach (siehe Abschnitt Geschichte), am Unterlauf auch Wooggraben und Krebsbächel, ist ein gut 33 km langer Bach in Rheinland-Pfalz und ein rechter Zufluss des Woogbachs.
Im Mittelalter lag am Mittellauf des Hainbachs ein befestigter Klosterhof, die Komturei Heimbach, die einer katholischen Ordensgemeinschaft als regionales Verwaltungszentrum diente.

## Name
Im Jahr 769 wird der Bach erstmals urkundlich genannt (super fluvio Heinbach). Der Name leitet sich wohl vom althochdeutschen Wort *hein (< *hegin) für 'Dornstrauch, Dornhecke' ab.

## Geographie

### Verlauf
Die Hauptquelle des Hainbachs entspringt in der Waldgemarkung von Burrweiler auf einer Höhe von 420 m ü. NHN an der Südostflanke des 637 m hohen Roßbergs in der Haardt, dem Ostrand des Pfälzerwalds; zwei linke Nebenquellen liegen 100 m entfernt. 250 m nordöstlich des Quellbereichs treffen sich bei der Passhöhe Dreimärker mit der gleichnamigen Schutzhütte die Waldgemarkungen der drei Gemeinden Burrweiler, Hainfeld und Edesheim.
Anschließend umfließt der Bach den Teufelsberg (597,6 m) zunächst westlich und dann südlich. Nach 4 km verlässt er zwischen Frankweiler und Gleisweiler – hier speist er die einzigartige Walddusche – das Mittelgebirge, passiert die schmale Hügelzone des Grabenbruchs mit dem Naturschutzgebiet Haardtrand – Faulenberg und unterquert danach die Deutsche Weinstraße. Im Anschluss tritt er in die Rheinebene ein. Anfangs in östlicher, später in nordöstlicher Richtung durchfließt der Hainbach nacheinander Böchingen, Walsheim, Knöringen, Essingen und am südlichen Rand des Gäus die Gemeinde Hochstadt, die Gemarkungen von Zeiskam und Lustadt und die Gemeinde Weingarten. In Schwegenheim wendet er sich nach Norden, ab Harthausen wird er Wooggraben genannt und ändert seine Laufrichtung nach Osten. Danach durchquert er das Naturschutzgebiet Woogwiesen. Am südwestlichen Ortsrand von Dudenhofen unterquert er den in Dammlage geführten Speyerbach in einer Dole, die nach den früher für die Unterhaltung des Durchlasses zuständigen zwölf Erbbeständern Zwölfmanndole genannt wurde. Er passiert den Ort als Krebsbächel in einem größtenteils kanalisierten Bett.
Schließlich mündet der Hainbach am nordöstlichen Rand von Dudenhofen direkt nördlich der Bundesstraße 39 auf etwa 100 m Höhe von rechts in den Woogbach. Dieser wird auch Nonnenbach genannt und ist ein gut 9 km langer linker Abzweig des Speyerbachs, der kurz vor der Mündung des Speyerbachs wieder in dessen rechten Hauptarm zurückfließt.
Der Höhenunterschied von rund 320 m zwischen Quelle und Mündung des Hainbachs bewirkt, bezogen auf die Gewässerlänge von 33,6 km, ein mittleres Sohlgefälle von 9,5 ‰.

### Zuflüsse
Außer einigen kurzen Waldbächlein speisen den Hainbach drei nennenswerte rechte Zuflüsse. Der Bach vom Landauer Haus ist knapp 800 m lang und mündet etwa 2 km unterhalb der Hainbach-Quelle. Die beiden anderen Zuflüsse kommen aus der Hügelzone des Grabenbruchs. Der gut 2,3 km lange Ranzgraben hat seine Quelle südlich von Böchingen und seine Mündung oberhalb von Walsheim. Der gut 4,3 km lange Schleidgraben entspringt östlich von Landau-Nußdorf und mündet am Südrand von Essingen.

## Geschichte

Eheanbahnung und Denkmal bei Zeiskam
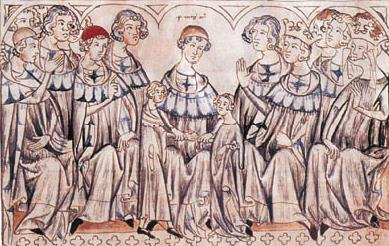
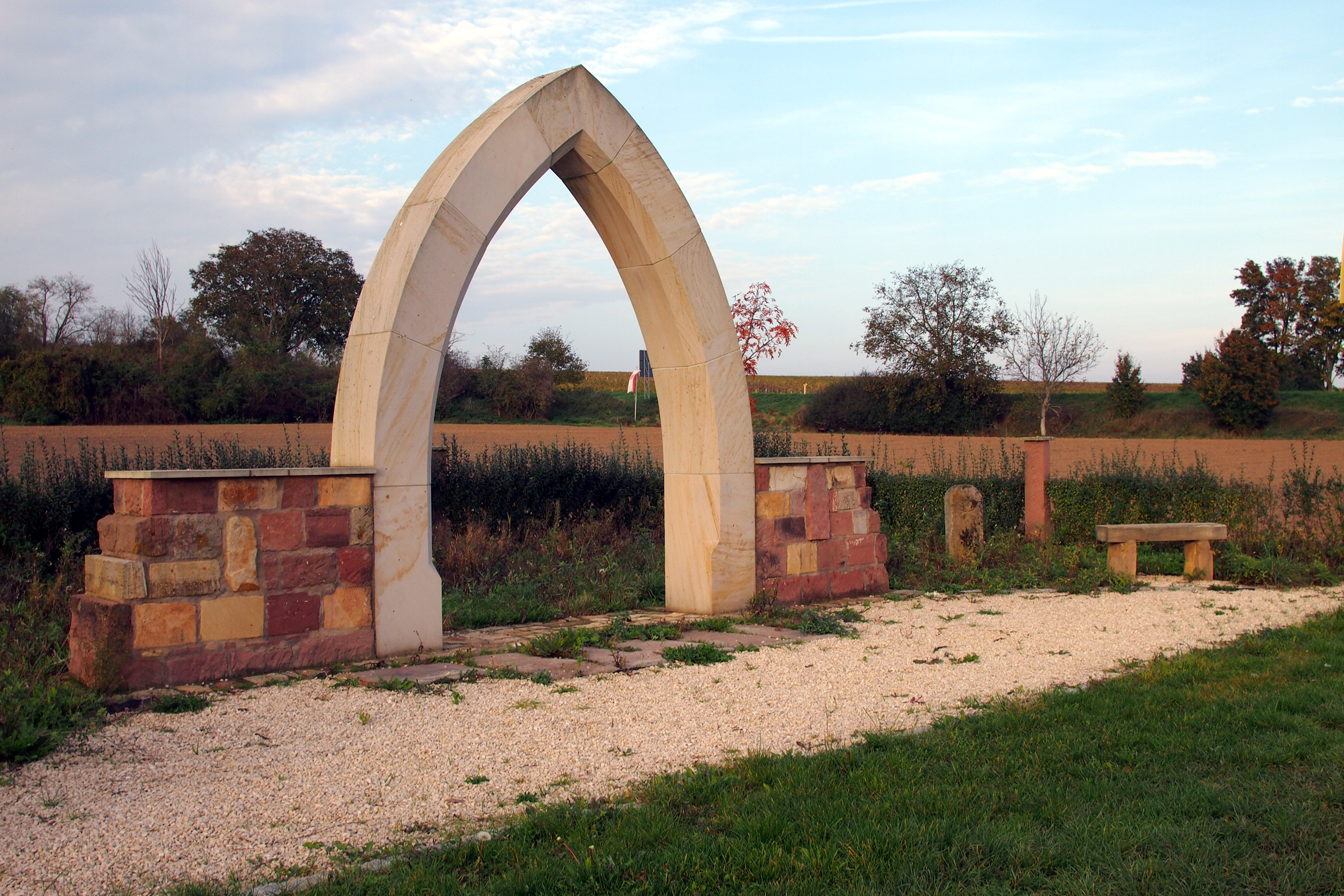

1185 schenkte Kaiser Friedrich Barbarossa dem Johanniterorden umfangreiche Ländereien auf der Gemarkung von Zeiskam nördlich des Dorfes am Hainbach. Der Orden, dessen katholische Nachfolgeorganisation nach der Reformationszeit Malteserorden hieß, gründete dort sein regionales Verwaltungszentrum, die Komturei Heimbach, und benannte sie nach dem Bach, dessen Name damals mit m geschrieben wurde.
1310 wurden in der Komturei der 14-jährige Johann, Sohn des Kaisers Heinrich VII., und die 18-jährige Elisabeth von Böhmen miteinander bekannt gemacht, bevor sie im nahen Speyerer Dom miteinander verheiratet wurden. Näheres zur Blütezeit des Verwaltungszentrums ist unter Geschichte der Komturei Heimbach nachzulesen.
1525 im Bauernkrieg wurde die Anlage samt Kirche durch aufrührerische Bauern des Nußdorfer Haufens gebrandschatzt und auf Dauer zerstört. 2011 eröffnete die Gemeinde Zeiskam bei den spärlichen Überbleibseln der Komturei ein Denkmal in der Form eines gotischen Spitzbogens aus Sandstein.
Noch im Mittelalter mündete der Hainbach in den Speyerbach, während er diesen heute unterquert und stattdessen einige hundert Meter weiter in den künstlich geschaffenen Woogbach mündet.

## Kultur und Infrastruktur
Unweit des Quellbereichs stehen zwei vom Pfälzerwald-Verein betriebene Waldgaststätten, die Landauer Hütte und die Trifelsblick-Hütte. Kurz bevor der Hainbach den Pfälzerwald verlässt, liegen rechts auf dem Ringelsberg die Ruine der Burg Alt-Scharfeneck und direkt am Bach zwei denkmalgeschützte Mühlen. Von der Quelle bis Böchingen folgt dem Bachlauf der mit einem rot-weißen Balken markierte Höcherbergweg, der bis kurz vor Gleisweiler ganz oder fast unmittelbar am Ufer entlang verläuft. Der von Hainfeld bis Speyer verlaufende Radweg Vom Rhein zum Wein orientiert sich grob am Verlauf des Hainbach; bis Edesheim verläuft er stellenweise unmittelbar an dessen Ufer.  Die von 1905 bis 1956 verkehrende schmalspurige Lokalbahn Speyer–Neustadt überquerte den Bach zwischen Harthausen und Schwegenheim.